# Atlas (2018)
Atlas ist ein deutsches Spielfilmdrama von David Nawrath aus dem Jahr 2018, welches die Vater-Sohn-Beziehung mit den Themen Gentrifizierung und Zivilcourage kombiniert. Nawraths Kinodebüt ist zugleich die erste Kino-Hauptrolle des Schauspielers Rainer Bock. Der Film startete  nach seiner Premiere auf den Internationalen Hofer Filmtagen am 25. April 2018 in den deutschen Kinos. Der Film wurde am 19. Juli 2021 erstmals im ARD-Sender One ausgestrahlt.

## Handlung
Walter Scholl, 60 Jahre und ehemaliger Gewichtheber, arbeitet als Möbelpacker für ein Unternehmen, das Zwangsräumungen durchführt. Seiner Firma gegenüber ist Walter der loyalste Mitarbeiter unter all seinen Kollegen, trotz der Schmerzen, die ihm dieser Knochenjob bereitet. Sein Chef Roland Grone hat sich unterdessen auf einen Deal mit einem kriminellen arabischen Clan eingelassen, der ganze Häuser entmieten lässt. Bei einem solchen Auftrag erkennt Walter in dem letzten Mieter, der sich weigert auszuziehen, seinen Sohn Jan Haller wieder. Jan erkennt ihn jedoch nicht, da Walter das Umgangsrecht verweigert wurde, als Jan vier Jahre alt war.
Bei einem tätlichen Angriff des Clans wird Jan Haller von Walter, der ihm nur einen Brief einwerfen wollte, unvermutet beschützt, woraus sich zunächst eine Freundschaft zwischen Walter und der Familie entwickelt, ohne dass Walter sich als Jans Vater zu erkennen gibt. Die Familie steht unter Spannung: Jans Frau Julia tendiert zum Auszug, schon um den vierjährigen Karl nicht in Gefahr zu bringen, doch Jan ist entschlossen, sein Recht auch allein durchzusetzen. Das bringt Walter, der sich andererseits seinem Chef verpflichtet fühlt, in ein Dilemma. Als er Jan mitteilt, dass er für Grone arbeitet, schlägt Jans Dankbarkeit in offenes Misstrauen um, er wirft ihn hinaus. Walter versucht seinem neuen Kollegen, dem aggressiv auftretenden Moussa Afsari aus besagtem Clan, gut zuzureden, der zwar respektiert, dass Walter seinen Sohn schützen möchte, aber in der Sache hart bleibt. Als Moussa offen ankündigt, weiter gegen Jan Haller vorzugehen, erschlägt Walter ihn spontan mit einer Hantelscheibe und verscharrt die Leiche.
Für Moussas Familie und Clan zieht sich der Verdacht schnell auf Walter zusammen, der dadurch zum Gehetzten wird. Um Jan zum Auszug zu zwingen und ihn damit zu schützen, holt er Karl vom Kindergarten ab und täuscht eine Entführung vor. Als er Karl abends wieder zu Hause abliefert, wird er von Jan verfolgt, jedoch vor dessen Augen von Clanmitgliedern niedergeschossen und schwer verletzt. Jan, nun zur Hilfeleistung verpflichtet, erkennt seinen Vater anhand einer Tätowierung auf dessen Unterarm wieder, die Atlas mit der Weltkugel zeigt.
In der Schlussszene wird Walter von Familie Haller im Gefängnis besucht.

## Auszeichnung
Rainer Bock wurde für seine Rolle mit dem Deutschen Schauspielpreis 2019 in der Kategorie Schauspieler in einer Hauptrolle ausgezeichnet und erhielt eine Nominierung für den Deutschen Filmpreis 2019 als Beste männliche Hauptrolle.

## Kritiken
Rainer Bock bewege sich als Walter mit stoischem Ausdruck durch den Film, hieß es in der Kritik der Deutschen Film- und Medienbewertung (FBW). Doch als sein Wunsch, immer unter dem Radar durchs Leben zu gehen, von der Begegnung mit seinem Sohn komplett über den Haufen geworfen wird, sei die große Stärke Bocks festzustellen, die Figur förmlich mit Leben und Energie zu füllen. Auch der Rest des Ensembles überzeuge in Spielgenauigkeit und Authentizität. ATLAS von David Nawrath sei „ein starkes Debüt, das mit ruhigem filmischem Fluss einen Sog entwickelt, dem man sich kaum entziehen kann.“
Nach Ansicht des Filmdiensts lote „das lebensechte und konzentriert entwickelte Drama“ die Tragik einer Vater-Sohn-Entfremdung mit psychologischem Feingefühl aus und profitiere von brillanten Darstellern. Vielschichtig und mit Sympathie sei auch die Zeichnung eines randständigen sozialen Milieus gelungen, ohne dessen deprimierende Seiten zu dramatisieren. Rainer Bock, hier nun also als Möbelpacker für Zwangsräumungen, der einem Clan und dessen gewaltsamen Entmietungspraktiken auf die Schliche kommt, aber dabei auch auf seine eigene Familiengeschichte zurückgeworfen wird, schrieb  Kaspar Heinrich (Der Spiegel) spiele einen wortkargen Mann, der kaum als Held tauge, „den aber sein Gewissen zum Handeln nötigt“.
Im Grunde handle es sich bei „Atlas“ um einen „Tatort“ ohne Kommissare, meinte Bert Rebhandl in der Frankfurter Allgemeinen Zeitung. Damit solle das Kinopotential nicht geschmälert werden; im Gegenteil könnte man an diesem bestens justierten Autorenfilm sehen, wie filmisches Erzählen in Deutschland funktionieren könnte: „Atlas“ wirke fast modellhaft in der Weise, in der Genre auf Alltagsdrama trifft. Trotz sozialkritischer Untertöne verkomme „Atlas“ nicht zu einem langweiligen, seine Gesellschaftskritik vor sich her tragenden Thesenwerk, hieß es in Film + Themen. Entstanden sei vielmehr „ein spannendes Charakterdrama mit melancholischer Grundstimmung“. Zu dieser trügen nicht zuletzt die farblich entsättigten Bilder bei, die den Handlungsort Frankfurt am Main von seiner ungemütlichen, wenig glamourösen Seite zeigen würden.|